# امریش هانوس
امریش هانوس (آلمانی: Emmerich Hanus؛ ۲۴ اوت ۱۸۸۴ – ۲۰ نوامبر ۱۹۵۶) هنرپیشه، کارگردان، فیلم‌نامه‌نویس و تهیه‌کننده اهل کشور اتریش بود. وی در بین سال‌های ۱۹۱۳ تا ۱۹۴۹ در ۲۲ فیلم بازی کرد.
از فیلم‌هایی که وی در آن نقش داشته است می‌توان به دیگری اشاره کرد.